# Jean Rey (politicus)
Jean Max Georges Rey (Luik, 15 juli 1902 – aldaar, 19 mei 1983) was een Belgisch advocaat en liberaal politicus. Hij was volksvertegenwoordiger, minister, Europees commissaris, voorzitter van de Europese Commissie en Europarlementslid.

## Biografie

### Familie en opleiding
Jean Rey werd geboren in een Waalse protestantse familie. Zijn vader, Arnold Rey (1867-1940), afkomstig uit Zwitserland, was predikant. Hij was een kleinzoon van Léon Gérard, industrieel, burgemeester van Luik en volksvertegenwoordiger. Max-Léo Gérard, bankier, secretaris van de koning en minister van Financiën, en Gustave-Léo Gérard, afgevaardigd bestuurder van het Centraal Nijverheidscomité, waren zijn ooms.
Hij trouwde met Françoise Gevers, die in 1946 overleed. Ze kregen drie dochters en een zoon. Hij hertrouwde met Suzanne Ledent, weduwe van de Luikse advocaat Paul Brouha, die in 1943 door de Duitsers werd gefusilleerd.
Hij promoveerde tot doctor in de rechten (1926) aan de Universiteit van Luik en vestigde zich als advocaat in Luik. Hij nam deel aan de Achttiendaagse Veldtocht en tijdens de Tweede Wereldoorlog verbleef hij in Duitse krijgsgevangenschap.

### Belgische politiek
In 1935 werd Rey verkozen tot gemeenteraadslid van Luik en in 1939 tot liberaal volksvertegenwoordiger voor het arrondissement Luik, een mandaat dat hij vervulde tot in 1958. Van augustus 1949 tot april 1950 was hij minister van Wederopbouw in de regering-G. Eyskens I en van april 1954 tot januari 1958 was hij minister van Economische Zaken in de regering-Van Acker IV. In deze functie was hij nauw betrokken bij de totstandkoming van de Europese Economische Gemeenschap (EEG).
Hij was een overtuigde voorstander van een vergaande federalisering van België. Hij was, samen met onder meer Julien Lahaut, een van de auteurs van een Voorstel tot herziening van de Grondwet dat op 25 maart 1947 in de Kamer der Volksvertegenwoordigers werd ingediend. In het eerste artikel van de voorgestelde nieuwe grondwet werd België gedefinieerd als een "Confederatie gevormd door twee gewestelijke Staten, Vlaanderen en Wallonië, en door de Federale Stad, Brussel".

### Europa
In 1955-1957 was Rey voorzitter van de bijzondere raad van ministers van de Europese Gemeenschap voor Kolen en Staal (EGKS). In 1958 werd hij Belgisch commissaris (bevoegd voor Externe Betrekkingen) in de Commissie van de Europese Economische Gemeenschap onder voorzitter Walter Hallstein.
Van 1967 tot 1970 was hij de eerste voorzitter van de drie samengevoegde Europese instituties (EEG, EGKS en Euratom) in de commissie-Rey. Als voorzitter vergrootte hij de bevoegdheden van het Europees Parlement en was hij voorstander van rechtstreekse verkiezingen voor deze instelling. Ook overzag hij in 1968 de oprichting van de Europese douane-unie. In 1969 speelde hij samen met Raymond Barre een belangrijke rol tijdens de topconferentie in Den Haag in 1969, waar de Europese leiders een nieuwe impuls gaven aan de Europese integratie met twee nieuwe initiatieven: de Economische en Monetaire Unie en de Europese Politieke Samenwerking. Als eerste voorzitter nam hij deel aan een bijeenkomst van de Raad van Ministers. Hoewel er overeenstemming werd bereikt over het toekennen van eigen middelen aan de Commissie, het versterken van de begrotingsbevoegdheden van het Europees Parlement en het realiseren van de economische en monetaire unie, verwierp de Raad van Ministers het voorstel voor rechtstreekse verkiezingen voor het Europees Parlement en een politieke unie. Op 1 juli 1970, kort na de start van de eerste toetredingsonderhandelingen met het Verenigd Koninkrijk, Ierland en Denemarken, beëindigde Rey zijn voorzitterschap. Franco Maria Malfatti volgde hem op.
Rey richtte ook de persdienst van de Commissie op en droeg bij aan de promotie van Europese studies. Hij was tevens docent aan het Institut d'études européennes, in 1963 opgericht aan de Université libre de Bruxelles. Van 1964 tot 1974 was hij voorzitter van de raad van bestuur van het Europacollege in Brugge.

### Post-voorzitterschap
Rey bekleedde na zijn voorzitterschap diverse bestuursmandaten. Hij was voorzitter van de raad van bestuur van Sofina (1971-1977) en Papeteries de Belgique (1971-1979) en commissaris van Philips. Van 1975 tot 1977 was hij voorzitter van het internationale arbitragehof van de International Chamber of Commerce.
Hij was tevens actief in zijn geboortestad Luik, onder meer als lid van het uitvoerend comité van Grand Liège en voorzitter van de Société d'études et d'expansion de Liège. Hij was ook gemeenteraadslid van Esneux.
Rey was voorzitter van het liberale studiecentrum Centre Paul Hymans van 1958 tot 1977. In 1976 werd hij voorzitter van de Parti pour les réformes et la liberté en Wallonie (PRLW), een eerste stap in de samensmelting van de Franstalige liberale partijen. Drie jaar later droeg hij bij aan de oprichting van de Parti réformateur libéral (PRL).
Ook na zijn voorzitterschap bleef hij zich inzetten voor Europese integratie, onder meer als voorzitter van de Mouvement libéral pour l'Europe unie, het Centre international de formation européenne (CIFE) en de Europese Beweging (1974-1978). Hij was ook lid van de Fondation Jean Monnet pour l'Europe en de eerste voorzitter van de Fondation Paul-Henri Spaak.
In 1979 werd Rey verkozen tot Europarlementslid bij de eerste rechtstreekse verkiezing van het Europees Parlement. Hij zetelde tot in juli 1980.

## Eerbetoon
- In 1972 werd Jean Rey benoemd tot minister van Staat.
- In 1973 werd hij lid van de Koninklijke Academie van België.
- Hij was eredoctor van de Universiteit van Oxford.
- Hij was eredoctor van de Universiteit van Luik.
- Het academische jaar 1983-1984 van het Europacollege werd naar hem vernoemd.
- De Club universitaire de l'Université de Liège heeft een driejaarlijkse prijs Jean Rey gesticht.
- In Couvin is er een Athénée Royal Jean Rey.
- In de Europese wijk in Brussel bevindt zich het Jean Reyplein.
- In Parijs is een straat naar hem vernoemd.
- De MR richtte de Cercle d'études européennes et internationales Jean Rey op.